# ألتا (بلدة)
ألتا : هي بلدة في بلدية ألتا بمقاطعة فينمارك، النرويج. البلدة هي المركز الإداري للمقاطعة وتقع على الطرف الجنوبي من خليج ألتا، عند مصب نهر ألتا.

## توأمة
لألتا (بلدة) اتفاقيات توأمة مع:
- أباتيتي